# El testamento de un excéntrico
"El testamento de un excéntrico" ("Le Testament D'Un Excentrique") es una novela del escritor francés Jules Verne publicada en la segunda serie de la "Magazine de ilustración y recreo" ("Magasin d’Education et de Récréation") desde el 1 de enero (volumen 9, número 97) hasta el 15 de diciembre de 1899 (volumen 10, número 120), y como libro íntegro el 3 de agosto de ese mismo año.
Mediante una modificación del juego de la oca en la que a cada estado le corresponde una casilla o varias, la novela hace un recorrido por los Estados Unidos de América.

## Sinopsis
Narra la historia de los sucesos acontecidos tras la muerte de William J. Hypperbone, un solitario que sin embargo es miembro del Excentric Club, apasionado del juego de la oca, natural de Chicago y muy adinerado.
La última voluntad de este hombre es que se celebren unos funerales excéntricos en los que habrán de primar la alegría, la música y la suntuosidad. Además, pide que, de entre todos los habitantes de Chicago, se escoja por sorteo a seis personas que habrán de asistir a los funerales.
Tras gran expectativa, se da a conocer los nombres de los ganadores del sorteo (se rumoreaba que de entre ellos saldría el heredero de la fortuna de Hypperbone), que son éstos:
- Hodge Urrican: ex marino bastante irascible y temperamental. Va acompañado por Turk, que es igual de rabioso.

- Lissy Wag: cajera, una joven sencilla. Acepta ir a los funerales a insistencia de su amiga Jovita Foley y tiene especial interés por Max Real.

- Harris T Kymbale: periodista del "Tribune" que en una ocasión tiene un duelo con el comodoro Urrican en un tren.

- Hermann Titbury: usurero, avaro, tacaño, casado y sin hijos. Es manejado siempre por la señora Titbury, que es igual que él.

- Tom Crabbe: boxeador torpe y bestial. Es su representante, John Milner, quien habla y piensa por él. Se podría decir que John Milner es el jugador, porque Tom Crabbe es sólo la imagen.

- Max Real: pintor, emocionado por viajar, que tiene mucho interés en Lissy Wag. Viaja acompañado por su fiel criado Tommy.

El propio testamento indica que habrá de hacerse público tras quince días del fallecimiento. Transcurrido ese tiempo, se procede a su lectura.
Figura en el testamento que la fortuna de Hypperbone, de 60 millones de dólares, se entregará a la persona ganadora en un singular juego de la oca que se desarrollará en el territorio de los Estados Unidos de América. De esta forma, las 64 casillas del juego se han repartido entre los 50 estados que entonces componían ese país, de manera que a algunos estados les corresponde más de una casilla a cada uno. En el juego participarán los seis elegidos por sorteo más un misterioso jugador conocido solo por XKZ.
Tras muchas jornadas, la suerte de los jugadores es diversa. Al final, gana el juego XKZ, que es el mismo Hypperbone, que no había muerto, sino que había sufrido un ataque de catalepsia y que, al recuperarse y ver la expectativa creada, dejó seguir las cosas con ayuda del notario Tornbrock y del presidente del Excentric Club: Mr. Higgingbotham.

## Capítulos

### Primera parte
- I Toda una ciudad eufórica.

- II William J. Hypperbone.

- III El cementerio de Oakswoods.

- IV Los seis.

- V El testamento.

- VI El tablero puesto en circulación.

- VII El primero en salir.

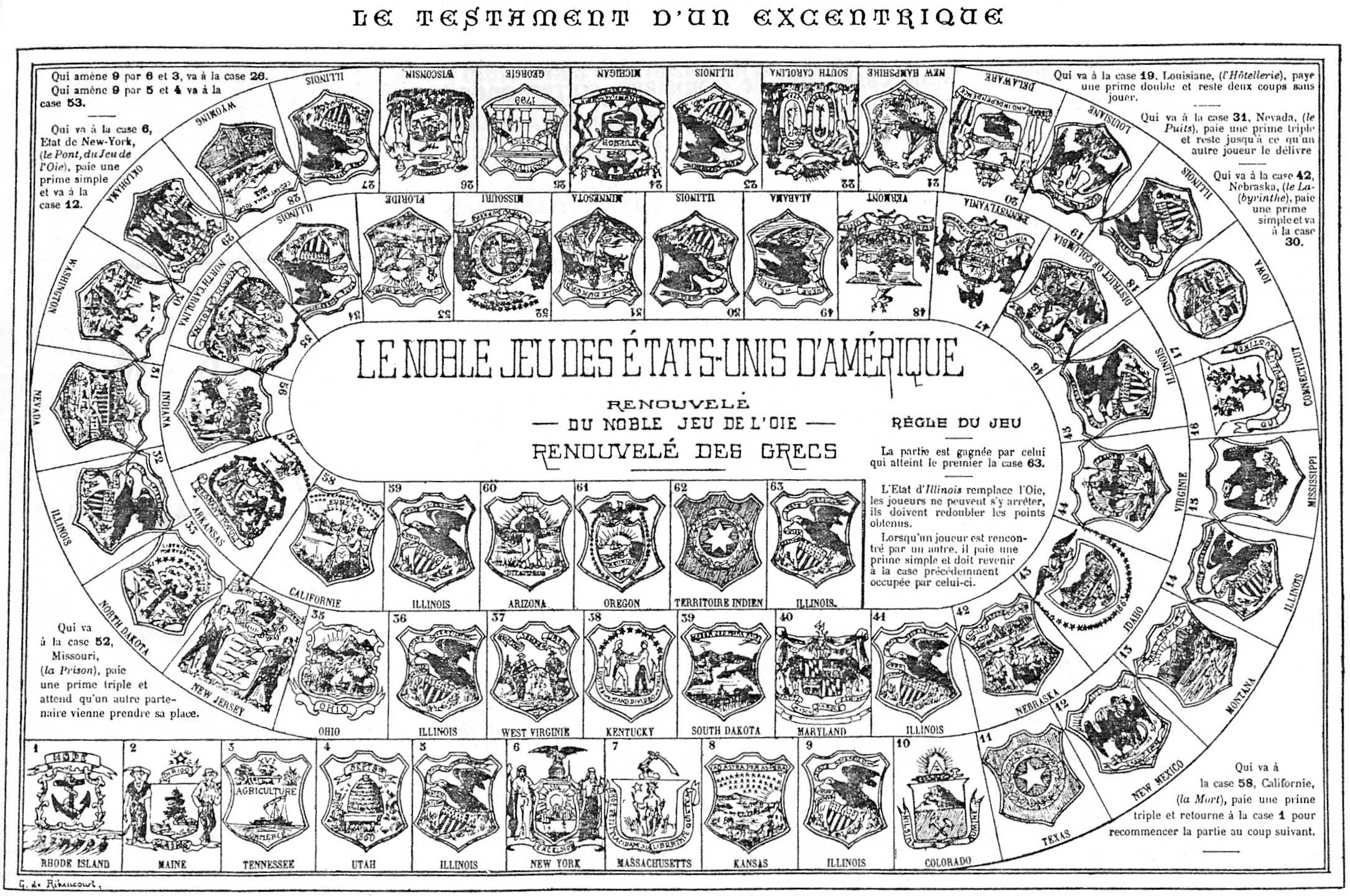
Tablero del "Noble Juego de los Estados Unidos" ("Noble Jeu des États-Unis").

- VIII Tom Crabbe entrenado por John Milner.

- IX Uno y uno hacen dos.

- X Un reportero de viaje.

- XI Los trances de Jovita Foley.

- XII La quinta jugadora.

- XIII Aventuras del comodoro Urrican.

- XIV Continuación de las aventuras del comodoro Urrican.

- XV La situación el 27 mayo.

### Segunda parte
- I El parque nacional.

- II Tomado el uno por el otro.

- III A paso de tortuga.

- IV La bandera verde.

- V Las cuevas de Kentucky.

- VI El Valle de la Muerte.

- VII En la casa de la calle South Halstedt.

- VIII La pegada del reverendo Hunter.

- IX Doscientos dólares al día.

- X Las peregrinaciones de Harris T. Kymbale.

- XI La cárcel de Misuri.

- XII Un hecho sensacional difundido por el diario Tribune.

- XIII Las últimas jugadas de la partida Hypperbone.

- XIV La campana de Oakswoods.

- XV Una última excentricidad.

## Temas vernianos tratados

### Geografía
Ésta es la novela de Verne en la que más se aprovecha la historia para llevar a los personajes por todos los Estados Unidos. Otros libros ambientados parcial o totalmente en ese país son "De la Tierra a la Luna", "El volcán de oro" y "La vuelta al mundo en 80 días".

### Los Estados Unidos
Al principio de su obra literaria, Verne describe a los estadounidenses como semejantes en carácter a los ingleses. Sin embargo, a medida que avanza su obra, parece distinguir a unos de otros, y presenta a los ingleses como fríos, engreídos, groseros y antipáticos; y a los estadounidenses, como duros, ambiciosos, amables pero con propósitos firmes, y sienta en ellos la esperanza del mundo, siendo el mejor ejemplo de ello la novela Héctor Servadac. También es interesante ver el cuento "Jornada de un periodista en el siglo XXIX".
En la novela "El testamento de un excéntrico", se retrata fríamente a los estadounidenses, y lleva la excentricidad al extremo nuevamente, pues ya lo había hecho en una de sus primeras obras: "De la Tierra a la Luna".

### Romance
A pesar de que Jules Verne tendía a evitar los romances en su obra, esta novela de corte ligero le permite crear un romance entre dos de los participantes, que son quienes los lectores dan por hecho que ganarán el concurso, dada la antipatía del resto de los participantes.
Estos son Lissy Wag y Max Real, que al final el juego se casan.